# Azur Air
Azur Air (En ruso: Азур Эйр, antes Katekavia y estilizado como azurair) es una aerolínea chárter rusa. Originalmente hacia vuelos desde el Krai de Krasnoyarsk, pero hoy en día tiene sus bases en Moscú y tiene vuelos internacionales.

## Historia
La aerolínea inició sus operaciones en 1995 y operaba vuelos regionales desde el aeropuerto de Krasnoyarsk Cheremshanka y el aeropuerto de Krasnoyarsk-Yemelyanovo.  La aerolínea también opera servicios chárter a Siberia y Yakutia.  Transportó alrededor de 122.000 pasajeros en 2009, y en 2010 comenzó a adquirir aviones más grandes, principalmente el Tupolev Tu-134.  Al 3 de abril de 2014, tenía tres Tupolev Tu-134.
En abril de 2014, la aerolínea inició vuelos programados entre el aeropuerto de Krasnoyarsk-Yemelyanovo y otras ciudades de Siberia (Surgut y Tomsk).  La aerolínea recibió atención de los medios internacionales y las redes sociales en 2014, cuando apareció un video de pasajeros en un vuelo programado de Igarka a Krasnoyarsk desembarcando antes de la salida para empujar su avión a temperaturas de menos 52 grados Celsius después de que su chasis se congelara.
En 2015, Katekavia entregó su flota a Turukhan Airlines.  Katekavia fue rebautizada como aerolínea de ocio y rebautizada como Azur Air.  En diciembre de 2015, se confirmó que el antiguo propietario UTair vendió Azur Air a la empresa de turismo turca Anex Tourism Group, que también compró Azur Air Ukraine, la antigua UTair-Ukraine, unas semanas antes.
En febrero de 2018, la autoridad de aviación rusa RosAviatsiya anunció que Azur Air se enfrenta a una suspensión de su licencia operativa antes del 20 de marzo de 2018 si la aerolínea no resuelve las presuntas violaciones de seguridad para entonces. Como esto llevaría al cierre de todas las operaciones de vuelo, la agencia de turismo rusa RosTourism aconsejó a los operadores turísticos que no vendan boletos en Azur Air por el momento.  Todas las restricciones impuestas por RosAviatsiya y RosTourism se levantaron el 20 de marzo de 2018 como resultado de los controles sobre los detalles técnicos y documentales.

## Destinos
Azur Air actualmente sirve estos destinos:
| País                   | Ciudad                       | Aeropuerto                                          | Notas                 | Referencias |
| ---------------------- | ---------------------------- | --------------------------------------------------- | --------------------- | ----------- |
| Brasil                 | Río de Janeiro               | Aeropuerto Internacional de Galeao                  | (inicia finales 2021) |             |
| Bulgaria               | Burgas                       | Burgas Airport                                      |                       |             |
| China                  | Sanya                        | Aeropuerto Internacional de Sanya                   |                       | [ 2 ]       |
| China                  | Xiamen                       | Xiamen Gaoqi International Airport                  |                       |             |
| Cuba                   | Cayo Coco                    | Aeropuerto Internacional de Jardines del Rey        |                       |             |
| Varadero               | Juan Gualberto Gómez Airport |                                                     |                       |             |
| Chipre                 | Lárnaca                      | Larnaca International Airport                       |                       |             |
| República Dominicana   | Puerto Plata                 | Gregorio Luperón International Airport              |                       |             |
| República Dominicana   | Punta Cana                   | Punta Cana International Airport                    |                       |             |
| República Dominicana   | La Romana                    | Aeropuerto de La Romana                             |                       |             |
| Egipto                 | Cairo                        | Cairo International Airport                         |                       |             |
| Grecia                 | Heraklion                    | Heraklion International Airport                     |                       |             |
| Grecia                 | Rhodes                       | Rhodes International Airport                        |                       |             |
| India                  | Goa                          | Goa International Airport                           |                       |             |
| México                 | Cancún                       | Cancún International Airport                        |                       |             |
| Montenegro             | Tivat                        | Tivat Airport                                       |                       |             |
| Marruecos              | Agadir                       | Agadir–Al Massira Airport                           |                       |             |
| Rusia                  | Arcángel                     | Talagi Airport                                      |                       |             |
| Rusia                  | Barnaul                      | Barnaul Airport                                     |                       |             |
| Rusia                  | Belgorod                     | Belgorod International Airport                      |                       |             |
| Rusia                  | Cheliábinsk                  | Chelyabinsk Airport                                 |                       |             |
| Rusia                  | Irkutsk                      | Irkutsk International Airport                       |                       |             |
| Rusia                  | Kaliningrad                  | Khrabrovo Airport                                   |                       |             |
| Rusia                  | Kaluga                       | Kaluga (Grabtsevo) Airport                          |                       |             |
| Rusia                  | Kazan                        | Kazan International Airport                         |                       |             |
| Rusia                  | Kemerovo                     | Kemerovo International Airport                      |                       |             |
| Rusia                  | Krasnodar                    | Krasnodar International Airport                     |                       |             |
| Rusia                  | Krasnoyarsk                  | Yemelyanovo International Airport                   |                       |             |
| Rusia                  | Mineralnye Vody              | Mineralnye Vody Airport                             |                       |             |
| Rusia                  | Moscow                       | Vnukovo International Airport                       |                       |             |
| Rusia                  | Murmansk                     | Murmansk Airport                                    |                       |             |
| Rusia                  | Nizhnekamsk                  | Begishevo Airport                                   |                       |             |
| Rusia                  | Nizhnevartovsk               | Nizhnevartovsk Airport                              |                       |             |
| Rusia                  | Nizhny Novgorod              | Strigino International Airport                      |                       |             |
| Rusia                  | Novokuznetsk                 | Spichenkovo Airport                                 |                       |             |
| Rusia                  | Novosibirsk                  | Tolmachevo Airport                                  |                       |             |
| Rusia                  | Orenburg                     | Orenburg Tsentralny Airport                         |                       |             |
| Rusia                  | Omsk                         | Omsk Tsentralny Airport                             |                       |             |
| Rusia                  | Perm                         | Perm International Airport                          |                       |             |
| Rusia                  | Rostov-on-Don                | Platov International Airport                        |                       |             |
| Rusia                  | Saint Petersburg             | Pulkovo Airport                                     |                       |             |
| Rusia                  | Samara                       | Kurumoch International Airport                      |                       |             |
| Rusia                  | Surgut                       | Surgut International Airport                        |                       |             |
| Rusia                  | Syktyvkar                    | Syktyvkar Airport                                   |                       |             |
| Rusia                  | Tomsk                        | Bogashevo Airport                                   |                       |             |
| Rusia                  | Tyumen                       | Roshchino International Airport                     |                       |             |
| Rusia                  | Ufa                          | Ufa International Airport                           |                       |             |
| Rusia                  | Uliánovsk                    | Ulyanovsk Vostochny Airport                         |                       |             |
| Rusia                  | Volgogrado                   | Aeropuerto internacional de Volgogrado              |                       |             |
| Rusia                  | Vorónezh                     | Aeropuerto internacional de Vorónezh                |                       |             |
| Rusia                  | Yekaterinburg                | Koltsovo International Airport                      |                       |             |
| España                 | Barcelona                    | Aeropuerto Barcelona–El Prat                        |                       |             |
| España                 | Palma de Mallorca            | Palma de Mallorca Airport                           |                       |             |
| España                 | Tenerife                     | Tenerife South Airport                              |                       |             |
| Sri Lanka              | Colombo                      | Bandaranaike International Airport                  |                       |             |
| Tailandia              | Bangkok                      | Suvarnabhumi Airport                                |                       |             |
| Tailandia              | Krabi                        | Krabi International Airport                         |                       |             |
| Tailandia              | Pattaya                      | U-Tapao International Airport                       |                       |             |
| Tailandia              | Phuket                       | Phuket International Airport                        |                       |             |
| Túnez                  | Djerba                       | Djerba–Zarzis International Airport                 |                       |             |
| Túnez                  | Enfidha                      | Enfidha–Hammamet International Airport              |                       |             |
| Túnez                  | Monastir                     | Monastir Habib Bourguiba International Airport      |                       |             |
| Turquía                | Antalya                      | Antalya Airport                                     |                       |             |
| Turquía                | Bodrum                       | Milas–Bodrum Airport                                |                       |             |
| Turquía                | Dalaman                      | Dalaman Airport                                     |                       |             |
| Emiratos Árabes Unidos | Dubái                        | Al Maktoum International Airport                    |                       |             |
| Emiratos Árabes Unidos | Dubái                        | Dubai International Airport                         |                       |             |
| Vietnam                | Da Nang                      | Danang International Airport                        |                       |             |
| Vietnam                | Nha Trang                    | Cam Ranh International Airport                      |                       |             |
| Vietnam                | Phu Quoc                     | Phu Quoc International Airport                      |                       |             |
| Venezuela              | Caracas                      | Aeropuerto Internacional de Maiquetía Simón Bolívar | (inicia finales 2021) |             |
| Venezuela              | Porlamar                     | Aeropuerto Internacional del Caribe Santiago Mariño | (Inicia finales 2021) |             |

## Flota
La flota de Azur Air corresponde a las siguientes aeronaves, con una edad media de 25.5 años (a partir de febrero del 2023):
| Aeronave         | En servicio | Órdenes | Pasajeros | Pasajeros | Pasajeros | Notas                                                                                     |
| Aeronave         | En servicio | Órdenes | C         | Y         | Total     | Notas                                                                                     |
| ---------------- | ----------- | ------- | --------- | --------- | --------- | ----------------------------------------------------------------------------------------- |
| Boeing 737-800   | 1           | —       | —         | 189       | 189       |                                                                                           |
| Boeing 757-200   | 10          | —       | —         | 238       | 238       | 3 unidades están almacenadas                                                              |
| Boeing 767-300ER | 10          | 1       | —         | 336       | 336       | 2 unidades están almacenadas, una de ellas fue transferida de su filial Azur Air Ukraine. |
| Boeing 777-300ER | 1           | 2       | 7         | 524       | 531       | 3 unidades de Cathay Pacific (2) y Virgin Australia (1) se unirán a la flota.             |
| Total            | 22          | 3       |           |           |           |                                                                                           |

1. 1 2  https://www.planespotters.net/airline/Azur-Air
2. ↑  «Russian charter Azur Air to start flights to China». atwonline. 27 de julio de 2016.

## Accidentes e incidentes
- El 3 de agosto del 2010, el vuelo 9357, operado por un Antonov An-24, chocó mientras aproximaba a la pista de aterrizaje del Aeropuerto de Igarka debido a error humano y vuelo controlado contra el suelo, causando la muerte de 12 personas.[1]

- En enero de 2023, un Boeing 757 con matrícula RA-73071 y número de vuelo AZV2463, en ruta desde Perm, Rusia a Goa, India, recibió una amenaza de bomba por correo electrónico y fue desviado al aeropuerto de Termez en Uzbekistán para su inspección, mientras sobrevolaba el espacio aéreo de Pakistán. Finalmente se demostró que la amenaza era falsa y el vuelo, que transportaba 238 pasajeros, entre ellos dos niños pequeños, y siete miembros de la tripulación, pudo continuar hasta su destino. Este incidente se produce tras una amenaza de bomba contra un vuelo de Moscú a Goa que provocó un aterrizaje de emergencia en el aeropuerto de Jamnagar, en Guyarat.[2][3][4]